# Care2x
Care2x es un sistema de información hospitalaria basada en la web. Sirve para integrar diversos sistemas de información (dentro del hospital) en un solo sistema de información. Care2x es un proyecto de código abierto basado en la licencia GPL, es decir, el software y su código fuente están libremente disponibles para todo el mundo.

## Historia y desarrollo
En 2002, el primer Código fue publicado por Elpidio Latorilla. Desde entonces, desarrollar más de 100 miembros de más de 20 países Care2x. Desde el año 2004, de Tanzania a una versión especial para los hospitales del África Oriental, así como en el trabajo general para los países del tercer mundo. En este caso fundamentalmente diferentes módulos, tales como farmacia, laboratorio y módulo de facturación y almacenamiento de ARV y se extendieron especialmente por Robert Meggle o rediseñados. Mientras tanto, encontrar, sobre la base de este trabajo, fase piloto activo en Nepal y Brasil.

## Componentes
Care2x consta de cuatro componentes, pero que se pueden instalar por separado.
- Sistema de información hospitalaria
- Prácticas de Sistema de Información
- Central de datos del servidor
- Protocolo de intercambio sanitario (intercambio electrónico de datos)